# Alte Synagoge (Bardejov)

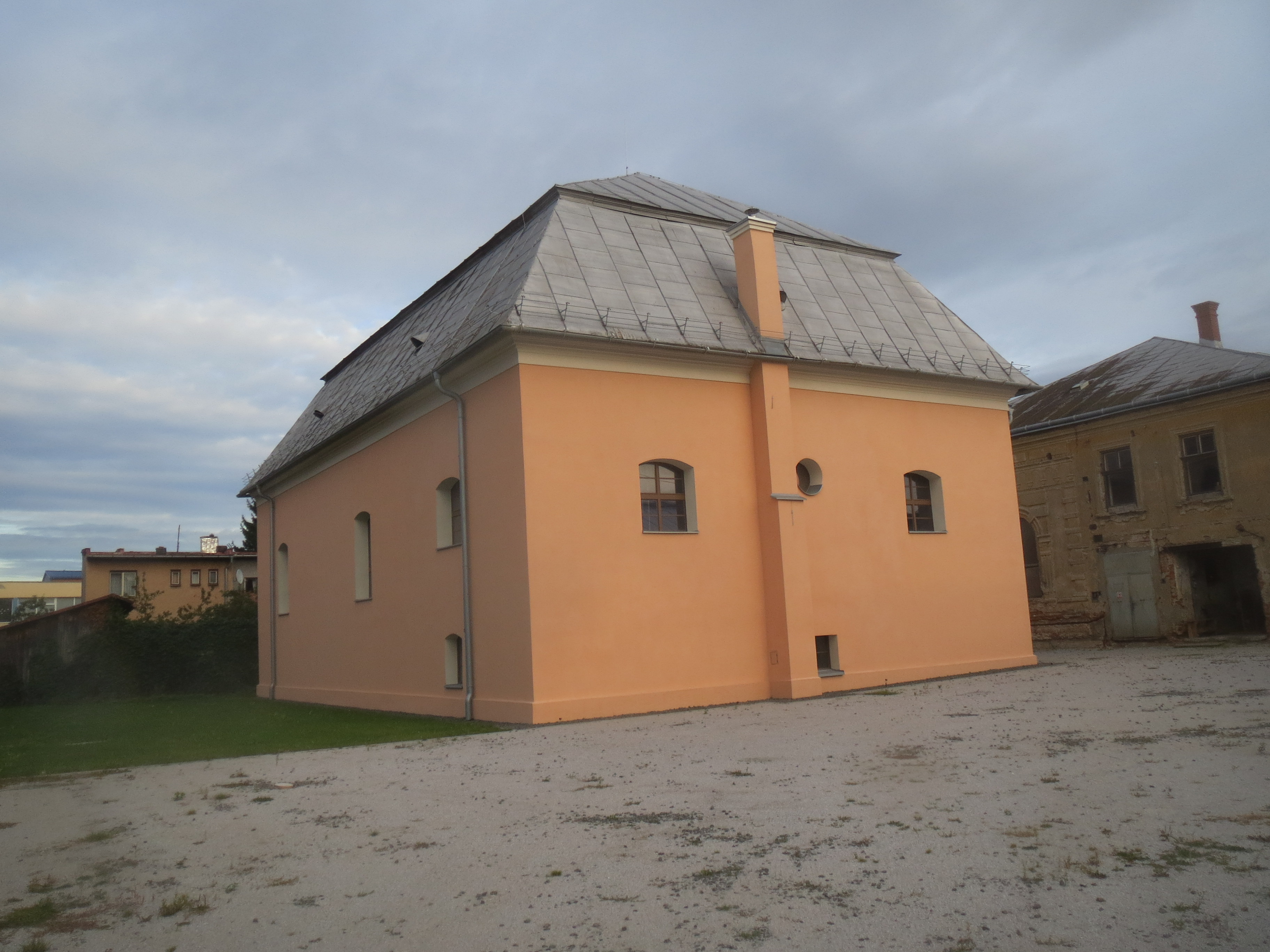
Alte Synagoge in Bardejov (2019)

Die Alte Synagoge in der slowakischen Stadt Bardejov wurde 1836 erbaut. Sie war nahezu verfallen und wurde in den 2010er Jahren renoviert.

## Lage und Geschichte
Die Synagoge liegt auf dem Gelände der ehemaligen jüdischen Vorstadt (Židovské suburbium). Dort befinden sich auch noch die Gebäude einer Jeschiwa (Schule für Torastudien, auch Beit Midrasch genannt) und eines jüdischen Badehauses. Diese werden zurzeit (2019) noch anders genutzt. Ebenfalls gab es hier ein jüdisches Schlachthaus.
Die Synagoge wurde von 1829 bis 1836 erbaut. Nach dem Krieg wurde die Haupthalle viele Jahre als Lager eines Metallwarengeschäfts genutzt. Ab dem Jahr 2010 wurden Renovierungen durchgeführt, die 2017 abgeschlossen wurden.

## Architektur
Ein Mansarddach bedeckt das rechteckige Gebäude. Die Fenster sind im Stil des Barock. Ein neoklassizistischer Portikus
in der Südwestecke mit einem Treppenaufgang zu dem Gebäude stürzte in den 1960er Jahren ein.
Das Innere besteht aus der Haupthalle (dem Gebetsraum der Männer), einer Vorhalle und im Westen der Frauengalerie.
Die Bima stand in der Mitte der Halle, an deren Ecken vier Säulen das Gewölbe stützen. Dadurch wird die Decke in neun Felder unterteilt. Dieser Stil der sogenannten Neun-Felder-Synagoge tauchte erstmals in der Großen Maharscha-Synagoge in Ostroh und der Großen Vorstadt-Synagoge in Lemberg auf.
In der Slowakei gibt es heute lediglich noch die Synagoge in Stupava, die diesen Stil aufweist.